# Rafael Pascual (político)
Rafael Manuel Pascual (n. Buenos Aires, 18 de diciembre de 1951) es un político argentino, perteneciente a la Unión Cívica Radical, que fue presidente de la Cámara de Diputados de la Nación Argentina durante el gobierno de Fernando de la Rúa. Fue candidato a diputado nacional por el Acuerdo Cívico y Social para las elecciones legislativas de 2009.

## Biografía
Pascual es oriundo del barrio porteño de Parque Patricios, donde iniciaría luego su militancia política. Cursó en su juventud cursos de derecho, y antes de dedicarse a la actividad política trabajó dentro del rubro inmobiliario y del juego. 
Se incorpora al movimiento político estudiantil universitario Maru cuando estudiaba esa carrera a mediados de 1970. En 1972 fue delegado a los congresos de la FUA y de la FUBA, en tanto Miguel Ponce presidente del Centro de Estudiantes de Ingeniería "La Línea Recta" es designado Vicepresidente de la Confederación Nacional de Federaciones y Centros de Estudiantes.
En 1974 en representación de la Juventud Radical Revolucionaria fue designado vicepresidente de la Juventud Radical de Capital Federal, por el llamado grupo independiente que adscribía con disidencia parciales al Movimiento de la Línea Nacional, que lideraba Ricardo Balbín. Mucho se ha escrito sobre esta situación.
El llamado a elecciones planteo una disyuntiva entre quienes intuían la posibilidad de un crecimiento de la mano de la campaña del partido y de aquellos que entendiendo que la fórmula Alfonsín - Storani no tenía posibilidades de triunfar decidieron no colaborar con la campaña. Con el acceso de Miguel Ponce a la Presidencia del Centro de Estudiantes de Ingeniería "La línea recta" y posteriormente al de Marcelo Pazos a la Presidencia del Centro de Estudiantes de Arquitectura en 1975.
La historia de estos grupos hay que ubicarlos en los comienzos del año 1970, en ocasión de conformarse el primer grupo militante del radicalismo universitario en la faculdad de derecho se funda el MARU que al principio no firmaba como Franja Morada[cita requerida]. Es recién después del congreso de Villa del Dique en la Provincia de Córdoba en 1972, cuando los distintos grupos que actúan en el ámbito de la Universidad de Buenos Aires deciden en un plenario realizado en la sede de la calle San José 198 la ruptura con la fracción que seguía los lineamientos de la instancia de coordinación nacional de los distintos grupos de la Juventud Radical y adquieren autonomía.
Afiliado a la Unión Cívica Radical, se presentó a las elecciones internas de 1982 lo ubica dentro del espacio de la Línea Nacional donde funda junto a varios de sus amigos el grupo "Lealtad y Lucha", que pretente dar la batalla electoral al MRyC; hacia mediados de 1984 un ofrecimiento de los grupos hegemónicos de la conducción partidaria abren las puertas a la participación del grupo por él liderado y se suma desde una visión crítica y autónoma a la estructura de los sectores mayoritarios. En 1985 es elegido Diputado Nacional por la lista mayoritaria. Hacia 1986 conforma el denominado "Núcleo Convocante" que alcanzará la minoría en la elección interna, retieniendo el cargo de Diputado de la Nación. A partir de ese momento pasa a colaborar con el dirigente político Fernando de la Rúa. 
Entre 1987 y 1989 se desempeñó como diputado nacional por la Capital Federal. En 1991 se desempeñó como dirigente del Comité de la Capital de su partido, sucediendo a De la Rúa. En 1993 fue elegido nuevamente como diputado nacional por el mismo distrito, siendo reelecto en 1997.
Ese último año, Pascual confrontó con Federico Storani la presidencia del bloque de la UCR en la cámara baja, quedándose con la misma este último. Luego de las elecciones presidenciales de 1999, se enfrentó a Storani en una nueva confrontación política para definir quién se haría cargo de la presidencia de la cámara baja una vez asumido el presidente electo De la Rúa. Esta vez fue Pascual quien ganó la disputa y así asumió en ese cargo el 10 de diciembre de ese año, sucediendo a Alberto Pierri en el cargo. Cabe destacar que Rafael Pascual fue jefe de campaña de De la Rúa para dichas elecciones.
Durante su gestión, y resultado de la crisis económica y política que se vivía en el país, el Congreso tenía un considerable desprestigio entre la gente. Pascual defendía el trabajo realizado en la cámara baja diciendo: 

Si la Cámara fuese más transparente el concepto que tendría la gente sería mucho mejor. Hay muchísimos diputados que hacen un trabajo muy eficaz, muy serio y responsable en las comisiones y el conjunto de la población no se entera. Ellos creen que los diputados vienen acá y están toda la semana sin hacer nada.

El PJ, denunció en 2001  una maniobra que consistió en fraguar el número de legisladores presentes para alcanzar el cuórum en la sesión donde se discutió una preferencia para la reforma laboral y la interpelación al ministro del Interior, el radical Federico Storani.
Según la denuncia del PJ, aparecieron "diputados virtuales" a la hora de computar la cantidad de legisladores presentes y de esa maniobra se habría beneficiado Storani, que enfrentaba un pedido de interpelación por la dura represión frente al Congreso. El justicialismo planteó udenunciar las supuestas irregularidades cometidas en la formación del cuórum. Carlos Soria a su vez denunció que el cuerpo fue autorizado a funcionar sin cuórum, hecho que calificó como una "grave y burda maniobra" del oficialismo de la UCR y dijo además que 
"Ni el tablero, ni la versión taquigráfica, ni el sistema de cómputos coinciden".
Tras las elecciones legislativas de 2001, expiró su mandato como diputado y así su puesto como presidente de la cámara baja, que fue ocupado por el peronista Eduardo Camaño, abandonándolo el 10 de diciembre de ese año. Ese mismo año se vería involucrado en el Escándalo de coimas en el Senado, cuando el "arrepentido" Mario Pontaquarto describió e¡el pago de sobornos durante el gobierno de la Alianza para aprobar la Ley de Reforma Laboral. Según Carrió, Pascual tuvo la intención de convencerla, desde el gobierno preguntaron "qué quiere", a lo que el entonces presidente de la Cámara de Diputados de la UCR, Rafael Pascual, contestó: "nada, está loca".
En los años siguientes se mantuvo inactivo en la política. Para las elecciones legislativas de 2009 fue el 6º candidato a diputado nacional por la Capital Federal de la lista del Acuerdo Cívico y Social, junto a Alfonso Prat Gay, Ricardo Gil Lavedra, Elisa Carrió, Enrique Olivera y Marta Velarde (en ese orden).
Para las Elecciones Nacionales del año 2015, fue candidato al Parlamento del Mercosur por el distrito nacional, ocupando el número de orden 13 en la lista de la alianza Cambiemos, que llevó como candidato a Presidente a Mauricio Macri.

### Comité Nacional de la UCR

#### Delegado al Comité Nacional (2017-2019)
En 2017 el Coti Nosiglia y el Tano Angelici formaron una alianza para autoridades para el Comité porteño y el Comité Nacional.
Los delegados electos para el Comité Nacional fueron el Coti y Rafael Pascual por el Nosiglismo, Sandra Ruiz y Carlos Bernadou por el sector de Angelici dejando afuera el espacio de Facundo Suárez Lastra y Jesús Rodríguez.

#### Secretario en el Comité Nacional (2019-actualidad)
Después de terminar su mandato de delegado nacional, el 16 de diciembre Pascual fue elegido para ocupar la primera secretaria suplente del comité nacional.